# Sokratis Kokkalis
Sokratis Kokkalis (griechisch Σωκράτης Κόκκαλης, * 27. Mai 1939 in Athen) ist ein griechischer Unternehmer.
Er ist Gründer, Präsident und Hauptaktionär des Telekommunikationsunternehmens Intracom sowie Präsident der Kokkalis-Stiftung. Seine Frau ist Elena Farmakis.

## Leben
Kokkalis wurde 1939 als Sohn des Mediziners Petros Kokkalis in Athen geboren. Sein Vater war Kommunist und Mitglied der kommunistischen Rebellen im griechischen Bürgerkrieg der Jahre 1945 bis 1949. Nach der Niederlage der Kommunisten verließ seine Familie Griechenland und lebte für kurze Zeit in Rumänien, bevor sie sich in der DDR niederließ. Dort hatte sein Vater Petros Kokkalis eine Stelle als Universitätsprofessor und war zudem Leibarzt von Walter Ulbricht.
Sokratis Kokkalis studierte Physik in Moskau und in Berlin. 1962 beendete er sein Studium an der Berliner Humboldt-Universität. Seine speziellen Wissenschaftsgebiete waren die elektronische Technologie und die Telekommunikation. Kurz darauf, 1963, begann er mit seinen unternehmerischen Tätigkeiten und kehrte 1965 nach Athen zurück, wo er sich niederließ.
Das von ihm gegründete Unternehmen Intracom spielte eine wichtige Rolle im Technologietransfer an Staaten des ehemaligen Ostblocks. 1999 gliederte er die Wettsysteme-Sparte aus Intracom aus und gründete die Firma Intralot.
Kokkalis spricht fließend Griechisch, Deutsch, Englisch und Russisch.
Kokkalis soll auch als Agent für die Stasi tätig gewesen sein. Die Diskussionen in Griechenland hielten sich dennoch in Grenzen, da er zum Zeitpunkt des Bekanntwerdens dieser Vorwürfe bereits angesehen war und sie sich auf einen weit zurückliegenden Zeitraum bezogen.
1991 erwarb Kokkalis das Basketballteam von Olympiakos Piräus. Unter seiner Führung errang die Mannschaft zahlreiche nationale und internationale Erfolge (u. a. die FIBA Euroleague 1996/97). 1993 erwarb er auch die Mehrheit an der Fußballabteilung von Olympiakos. 2008 verkaufte er die Basketballmannschaft an Giorgos und Panagiotis Angelopoulos und verkaufte 2010 auch die Mehrheit der Anteile an der Fußballmannschaft an Evangelos Marinakis.